# Reclameschilder

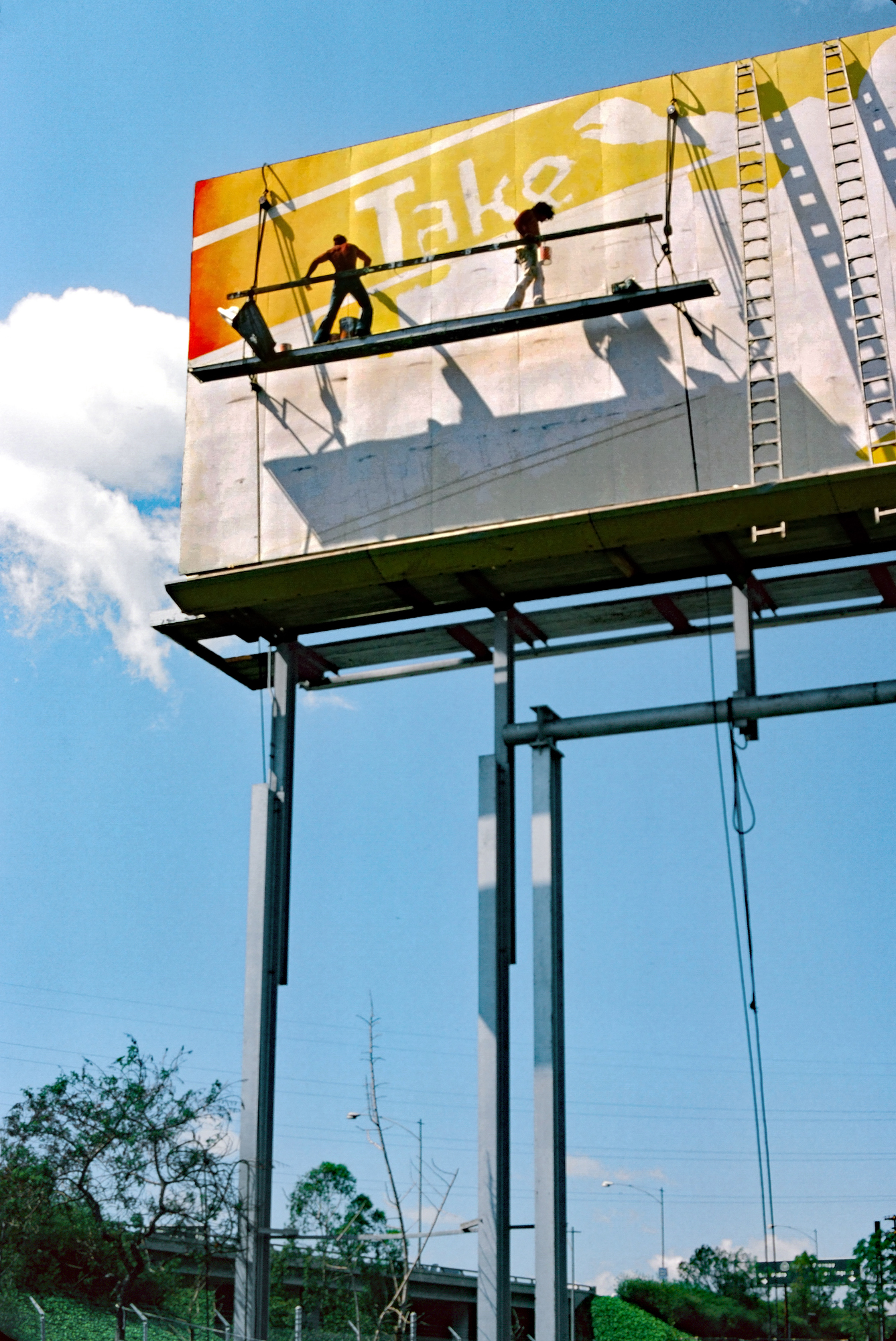
Reclameschilders

Een reclameschilder is iemand die wordt ingezet voor het aanbrengen van teksten, logo's of andere illustraties op publieke voorwerpen en plaatsen, zoals voertuigen, borden, etalages, beurstanden, enz.

## Termen
Vandaag spreekt men steeds meer over beletteraars maar door de vergaande digitalisering worden in het vakjargon de Engelse termen Sign en Signmaker algemeen gebruikt (de term sign vindt men trouwens terug in signalisatie) .

## Traditioneel
Traditioneel werd dit gedaan met de verf en kwast. De eerste hulpmiddelen waren het gebruik van sjablonen en verfspuit (airbrush).

## Digitalisatie
Begin jaren tachtig, met de opkomst van de PC en CAD, deed men eerste pogingen om met behulp van een snijplotter de letters uit zelfklevende pvc-folie snijden. In begin jaren 90 breekt dit, samen met de PC en grafische computer programma's, volledig door. Vanaf halfweg de jaren negentig wordt er nog uitzonderlijk geschilderd. Daar het snijden van folie zijn beperkingen gaf qua ontwerp (bv: fotoos of kleurgradiënten zijn niet mogelijk), begon men steeds meer op zoek te gaan naar digitale druktechnieken die duurzame (kleurvaste, watervaste en krasvaste) afdrukken leverden. Vanaf halfweg de jaren 90 kon men vrij duurzame afdrukken maken met 'thermal transfer printers' die gebruikmaken van harslinten. Begin deze eeuw, door nieuwe ontwikkelingen op inkjet-technologie, werden de drukkosten sterk verlaagd en groeide deze markt aanzienlijk. Dit alles is nog steeds in volle ontwikkeling. De gebruikte technologieën en inkten volgen elkaar in sneltempo op.

## Markt
In de Benelux stelt deze markt tienduizenden mensen aan werk. Naast de duizenden geregistreerde 'beletteraars' en de tientallen toeleveringsbedrijven er zijn er ook verschillend fabrikanten van grafische toestellen en materialen die hier hun fabriek gevestigd hebben.